# História econômica do Japão
A história econômica do Japão é muito estudada pelo grande crescimento social e econômico após a Restauração Meiji, quando o Japão se tornou a primeira potência não europeia, e pela expansão após a Segunda Guerra Mundial, quando o Japão se recuperou de uma devastação para se tornar a terceira maior economia do mundo, atrás de Estados Unidos e China. Os especialistas têm estudado sobre a posição econômica única do país durante a Guerra Fria, com exportações indo tanto para os Estados Unidos como para a União Soviética, e têm um grande interesse na situação do período pós-Guerra Fria das 'décadas perdidas' japonesas.

## Primeiros contatos com a Europa (século XVI)
Os europeus da época do Renascimento tiveram bastante admiração pelo Japão quando eles chegaram ao país no século XVI. O Japão foi considerado um país rico em metais preciosos, principalmente devido aos relatos de Marco Polo de templos e palácios dourados, mas também devido à abundância relativa de minérios característicos de um país vulcânico, antes de a mineração profunda de larga escala se tornar possível na era industrial. O Japão também veio a se tornar um grande exportador de cobre e prata durante o período.

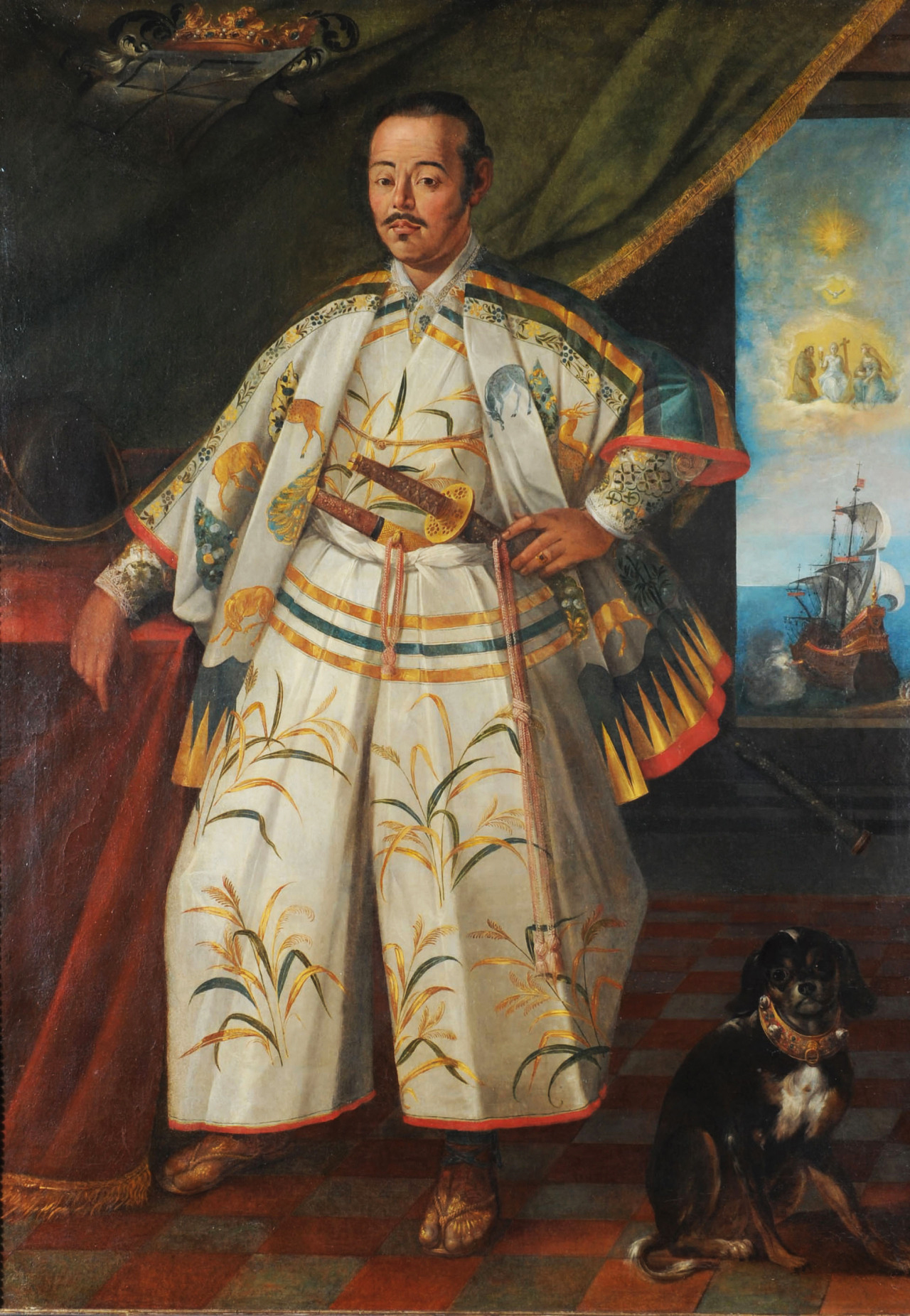
O Samurai Hasekura Tsunenaga em Roma em 1615.

O Japão também era percebido como uma sociedade feudal sofisticada com uma alta cultura e tecnologia pré-industrial avançada. Ele era densamente povoado e urbanizado. Observadores importantes europeus da época pareciam concordar que "os japoneses se destacavam não apenas em relação aos outros povos orientais, mas eles ultrapassavam também os europeus".
Os primeiros visitantes europeus se impressionaram com a qualidade do artesanato e ferraria japoneses. Isso decorre do fato de que o próprio Japão é pobre em recursos naturais encontrados na Europa, especialmente o ferro. Assim, os japoneses eram frugais com seus recursos não-renováveis; o pouco que tinham eles usavam com habilidade.

### Comércio com a Europa
A carga dos primeiros navios portugueses (geralmente cerca de quatro navios menores todo ano) que chegaram no Japão consistia quase inteiramente de bens chineses (seda,porcelana). Os japoneses tinham muita vontade de adquirir estes bens, mas foram proibidos de ter qualquer contato com o Imperador da China, como uma punição pelos ataques piratas Wakō. Os portugueses (que eram chamados de Nanban, literalmente bárbaros do sul), então, descobriram a oportunidade agir como intermediários no comércio asiático.

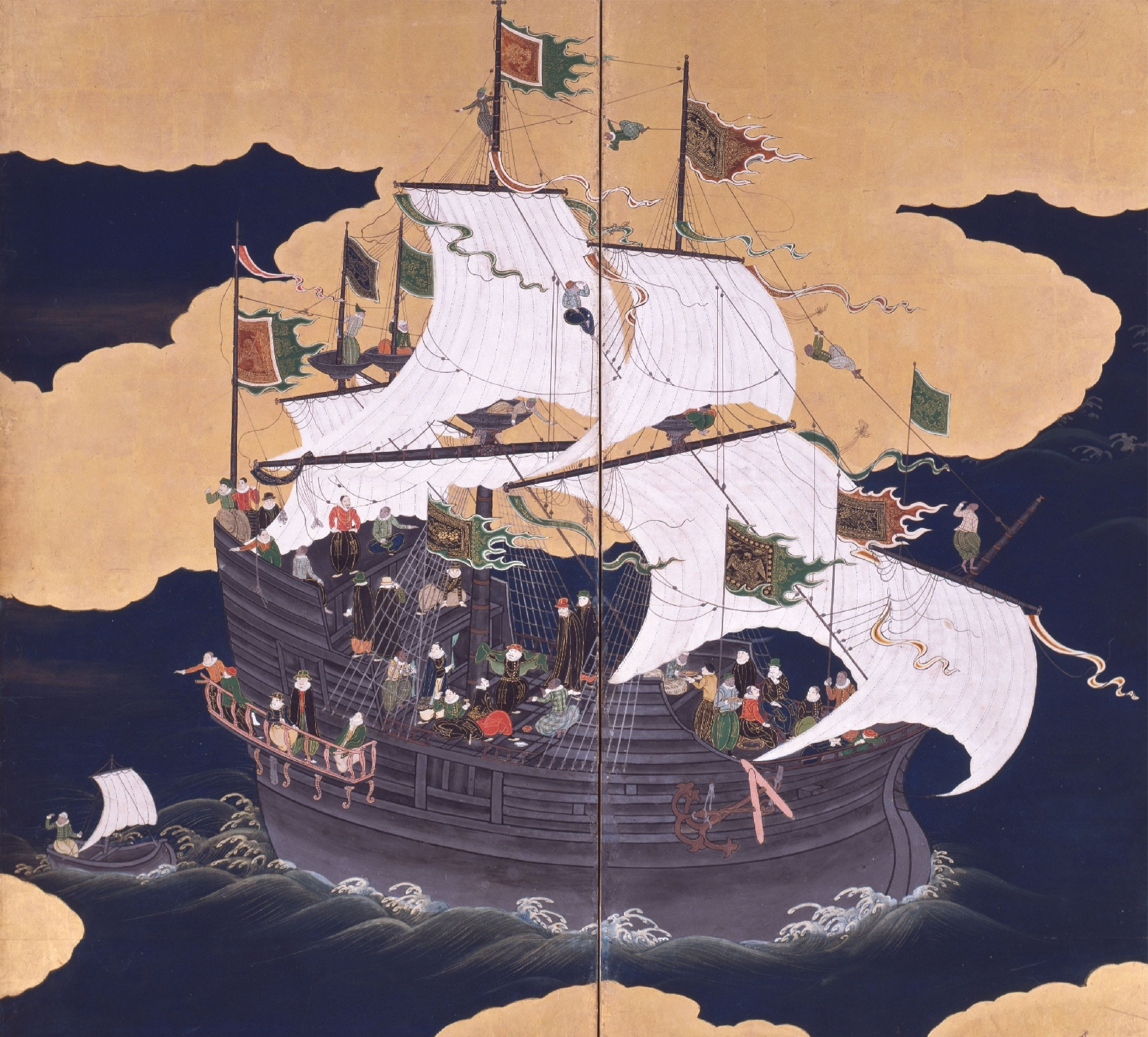
Uma nau portuguesa em Nagasaki, século XVII.

Da época da aquisição de Macau em 1557 e seu reconhecimento formal como parceiros comerciais pelos chineses, a Coroa portuguesa começou a regular o comércio com o Japão vendendo para o maior lance a "capitania" anual para o Japão, de fato conferindo direitos de comércio exclusivos para uma única nau realizar a atividade todo o ano. As naus eram navios muito grandes, geralmente pesando entre 1 000 e 1 500 toneladas, cerca do dobro ou triplo do tamanho de um galeão ou junco grande.
Esse comércio continuou com algumas interrupções até 1638, quando foi proibido pelo fato de os navios estarem contrabandeando padres para dentro do Japão.
O comércio português encarou cada vez mais a concorrência de contrabandistas chineses em navios de selo vermelho japoneses por volta de 1592 (cerca de dez navios por ano), navios espanhóis de Manila por volta de 1600 (cerca de um navio por ano), os holandeses a partir de 1609 e os ingleses a partir de 1613 (cerca de um navio por ano).
Os holandeses, que ao invés de "Nanban" eram chamados de "Kōmō" (紅毛, literalmente "cabelo vermelho") pelos japoneses, chegaram pela primeira vez no Japão em 1600, a bordo do Liefde. Seu piloto era William Adams, o primeiro inglês a alcançar o Japão. Em 1605, dois dos tripulantes do Liefde' foram enviados para Pattani por Tokugawa Ieyasu, a fim de convidar os holandeses a fazerem comércio com o Japão. O líder do posto comercial holandês de Pattani, Victor Sprinckel, recusou-se pelo fato de ele estar muito ocupado lidando com a oposição portuguesa no sudeste asiático. No entanto, em 1609 o holandês Jacques Specx chegou com dois navios em Hirado e através de Adams obteve privilégios comerciais de Ieyasu.
Os holandeses também se dedicaram à pirataria e ao combate naval para enfraquecer os navios portugueses e espanhóis no Pacífico, tornando-se os únicos ocidentais a terem acesso ao Japão a partir do pequeno enclave de Dejima após 1638 e pelos próximos dois séculos.

## Período Edo

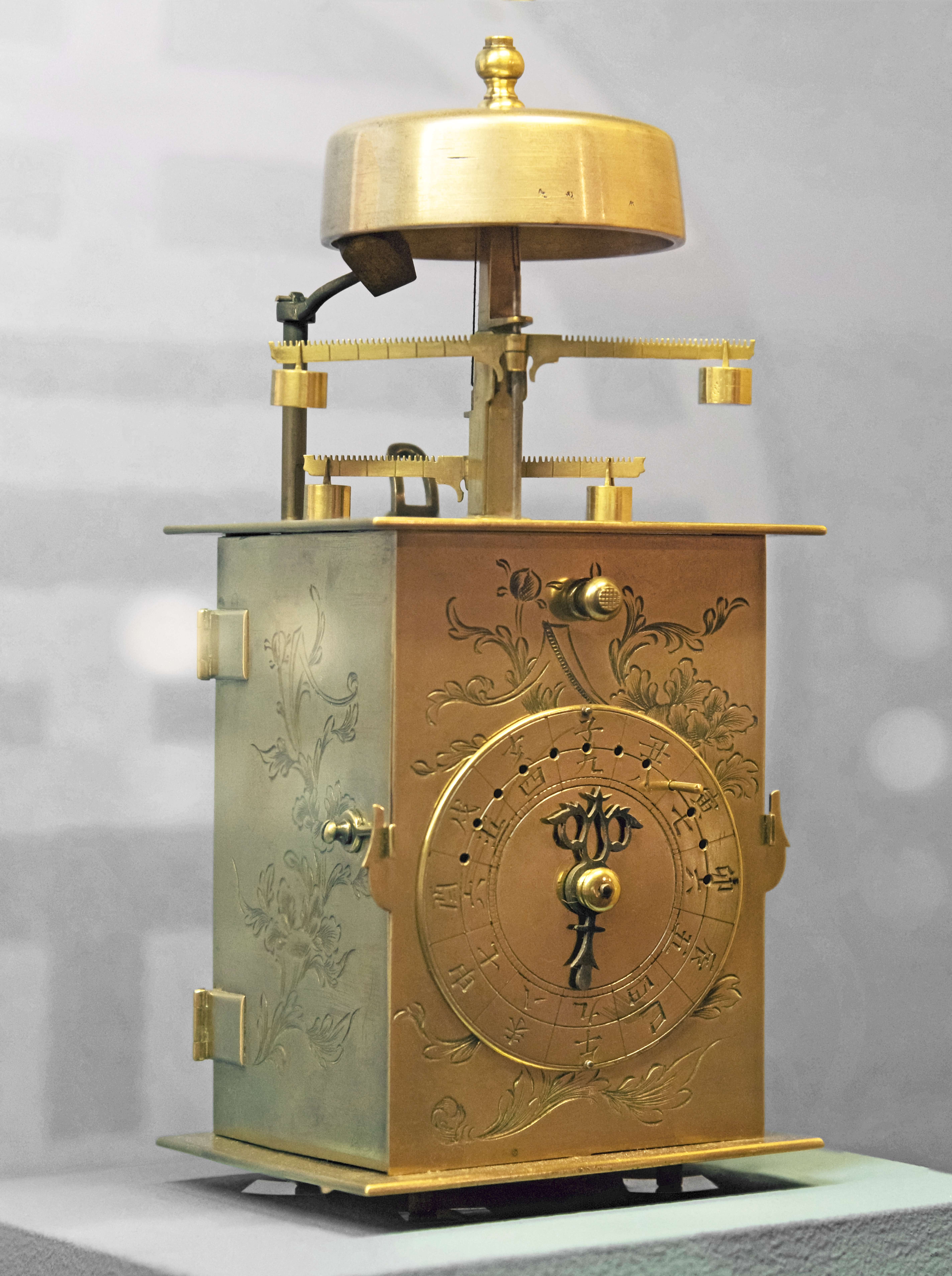
Um relógio japonês do século XVIII, ou wadokei

O início do período Edo coincide com as últimas décadas do período Nanban, quando uma intensa interação com as potências europeias, nos planos econômico e religiosos, ocorreu. Foi no início do período Edo que o Japão construiu seu primeiro navio de guerra ao estilo ocidental, tal como o San Juan Bautista, um navio do tipo galeão de 500 toneladas que transportou uma embaixada japonesa liderada por Hasekura Tsunenaga para as Américas, que depois continuou para a Europa. Durante o período, o bakufu também comissionou por volta de 350 shuinsen, navios comerciais armados de três mastros, para o comércio intra-asiático. Os aventureiros japoneses, como Yamada Nagamasa eram ativos por toda a Ásia.
A fim de erradicar a influência da cristianização, o Japão entrou em um período de isolamento chamado de sakoku, durante o qual sua economia gozou de estabilidade e um progresso moderado.
O desenvolvimento econômico durante o período Edo incluiu a urbanização, aumento do transporte de mercadorias, uma grande expansão do comércio doméstico e, inicialmente, estrangeiro, e uma difusão do comércio e indústrias e artesanato. O comércio de construção floresceu, junto com serviços bancários e associações comerciais. Cada vez mais as autoridades han supervisionaram a produção agrícola crescente e a expansão do artesanato rural.
Em meados do século XVIII, Edo tinha uma população de mais de 1 milhão e Osaka e Quioto cada uma tinha mais de 400 mil habitantes. Muitas outras cidades-castelos cresceram. Osaka e Quioto tornaram-se centros de intenso comércio e produção de artesanato, enquanto Edo era o centro da oferta de alimentos e bens de consumo urbanos essenciais.
O arroz era a base da economia, com o daimyo coletando as taxas dos camponeses na forma de arroz. As taxas eram altas, cerca de 40% da colheita. O arroz era vendido no mercado fudasashi em Edo. Para conseguir dinheiro, o daimyo usava contratos a termo para vender arroz que ainda não tinha sido colhido. Esses contratos eram semelhantes ao contrato futuro moderno.
Durante o período, o Japão progressivamente estudou as ciências e técnicas do Ocidente (chamadas de rangaku, literalmente "estudos holandeses") através das informações e livros recebidos dos comerciantes holandeses em Dejima. As principais áreas que foram estudadas incluíam geografia, medicina, ciências naturais, astronomia, arte, línguas, ciências físicas tais como o estudo do fenômeno elétrico e ciências mecânicas como exemplificado pelo desenvolvimento dos relógios japoneses, ou wadokei, inspirados em técnicas ocidentais.

## Período Meiji
Após 1854, quando o xogunato Tokugawa abriu pela primeira vez o país para o comércio com o Ocidente (Bakumasu), o Japão passou por dois períodos de desenvolvimento econômico. Quando o xogunato Tokugawa foi derrubado e o governo Meiji foi fundado, a ocidentalização japonesa começou a ser completa. O primeiro período foi durante o período pré-guerra do Japão e o segundo foi no Japão pós-guerra.
A revolução industrial apareceu pela primeira vez nos têxteis, incluindo algodão e especialmente a seda, que era baseada em artesanatos caseiros em áreas rurais. Na década de 1890, as têxteis japonesas dominaram os mercados internos competiram com sucesso com os produtos britânicos na China e na Índia. Os transportadores japoneses competiram com comerciantes europeus para carregar esses bens pela Ásia e até mesmo para a Europa. Como no Ocidente, as fábricas têxteis empregavam principalmente mulheres, metade delas abaixo dos vinte anos. Elas eram enviadas pelos seus pais e repassavam seus salários para eles. O Japão ignorou em grande parte a geração de energia pela água e foram direto para as usinas alimentadas a vapor, que eram mais produtivas e criaram uma demanda por carvão.
Uma das maiores influências na economia do período Meiji trouxe um fim para o sistema feudal. Com uma estrutura social relativamente flexível, o povo japonês foi capaz de avançar através dos níveis sociais mais facilmente que as gerações anteriores. Eles foram capazes de fazer isto ao inventar e vender seus próprios produtos. Mais importante, no entanto, era o fato de que o povo japonês agora tinha a habilidade de se tornar mais letrada. Com uma população mais letrada, o setor industrial japonês cresceu significativamente. Implementando o ideal ocidental de capitalismo no desenvolvimento da tecnologia e aplicando-a às suas forças militares, isto ajudou o Japão a se tornar uma potência militar e econômica no início do século XX.
No período Meiji, os líderes inauguraram um novo sistema educacional baseado no Ocidente para todos os jovens, enviando milhares de estudantes para os Estados Unidos e Europa, e contratando mais de 3 mil ocidentais para ensinar ciência moderna, matemática, tecnologia e línguas estrangeiras no Japão (Oyatoi gaikokujin). O governo também construiu ferrovias, melhorou rodovias e inaugurou um programa de reformar agrária para preparar o país para um maior desenvolvimento.
Para promover a industrialização, o governo decidiu que, embora ele devesse ajudar os negócios privados a alocar os recursos e planejar, o setor público estava melhor equipado para estimular o crescimento econômico. O maior papel do governo era de ajudar a fornecer boas condições econômicas para os negócios. Em resumo, o governo tinha de ser o guia e os negócios o produtor. No início do período Meiji, o governo construiu fábricas e estaleiros que foram vendidos para empreendedores por uma fração de seu valor. Muitos desses negócios cresceram rapidamente e se transformaram em conglomerados. O governo emergiu como o principal promotor da iniciativa privada, aprovando uma série de políticas pró-negócios.
O desenvolvimento do sistema bancário e a confiança no financiamento bancário foram o centro do desenvolvimento econômico japonês desde pelo período Meiji.

## Século XX
Nos meados de 1930, os salários nominas japoneses eram 10 vezes menores que os dos Estados Unidos (baseados em taxa de câmbio da época), enquanto o nível de preços era de cerca de 44% do nível dos Estados Unidos. 
Comparação do PIB per capital entre os países do Leste Asiático e dos Estados Unidos em 1935:
| País                              | PIB per capita $ 1935 (Liu-Ta-Chung) | PIB-PPC/capita, $1990 (Fukao) | PIB-PPC/capita, $1990 (Maddison) |
| --------------------------------- | ------------------------------------ | ----------------------------- | -------------------------------- |
| E.U.A.                            | 540                                  | 5,590                         | 5,590                            |
| Japão (excluindo Taiwan e Coreia) | 64                                   | 1,745                         | 2,154                            |
| Taiwan                            | 42                                   | 1,266                         | 1,212                            |
| Coreia                            | 24                                   | 662                           | 1,225                            |
| China                             | 18                                   | 543                           | 562                              |

### Militarismo
Antes da Segunda Guerra Mundial, o Japão construiu um império extenso que incluía Taiwan, Coreia, Manchúria, e partes do norte da China. Os japoneses consideraram esta esfera de influência como uma necessidade política e econômica, evitando que os estados estrangeiros pudessem estrangular o Japão ao bloquear seu acesso a matérias-primas e rotas marítimas cruciais, visto que o Japão possuía muitos poucos recursos naturais e minerais, embora ele importasse grandes montantes de carvão da Coreia, Manchukuo e algumas regiões ocupadas da China. A grande força militar do Japão era considerada como essencial para a defesa do império.
O rápido crescimento e a mudança estrutural caracterizaram os dois períodos de desenvolvimento econômico do Japão desde 1868. No primeiro período, a economia cresceu apenas moderadamente no início e dependeu intensamente da agricultura tradicional para financiar a moderna infraestrutura industrial. Quando a Guerra Russo-Japonesa começou em 1904, 65% do emprego e 38% do Produto Interno Bruto (PIB) ainda era baseado na agricultura mas a indústria moderna tinha começado a se expandir substancialmente.  Durante a Segunda Guerra Mundial, o Japão usou a ausência de competidores europeus devastados pela guerra no mercado mundial para avançar sua economia, gerando um superávit comercial pela primeira vez desde o isolamento do período Edo. No final da década de 1920, a indústria manufatureira e a mineração contribuíam com 23% do PIB, comparando com os 21% de toda a agricultura. O transporte e as comunicações tinham se desenvolvido para apoiar o desenvolvimento da indústria pesada.
Na década de 1930, a economia japonesa sofreu menos com a Grande Depressão que a maioria dos países industrializados, expandido a uma taxa de 5% do PIB por ano. A indústria manufatureira e a mineração vieram a contribuir com mais de 30% do PIB, mas de duas vezes o valor do setor agrícola. A maior parte do crescimento industrial, no entanto, foi voltado para a expansão do poder militar do país.
Começando em 1937 com a dominação significativa de terras na China, e em maior extensão após 1941, quando as anexações invasões no Sudeste Asiático e no Pacífico criaram a [Esfera de Coprosperidade da Grande Ásia Oriental]], o governo japonês buscou adquirir e desenvolver recursos naturais críticos a fim de assegurar sua independência econômica. Entre os recursos naturais, o Japão conquistou e desenvolveu: o carvão na China, a cana de açúcar nas Filipinas, petróleo nas Índias Orientais Holandesas e Burma, e estanho e bauxita nas Índias Orientais Holandesas e Cochinchina.
Durante as fases iniciais da expansão do Japão, a economia japonesa expandiu consideravelmente. A produção de aço aumento de 6 442 000 toneladas para 8 838 000 toneladas no mesmo período de tempo. Em 1941, as indústrias japonesas de aeronaves tinham a capacidade produzir 10 mil aeronaves por ano. A maior parte da expansão econômica se beneficiou dos "zaibatsu", grandes conglomerados industriais.
Com o passar da Guerra do Pacífico, as economias do Japão e seus territórios ocupados sofreram severamente. A inflação era galopante; a indústria pesada japonesa, forçada a direcionar sua produção para as necessidades militares, não foi capaz de atender as necessidades comerciais do Japão (que anteriormente tinha dependido do comércio com os países ocidentais para seus bens manufaturados). As industriais locais foram incapazes de produzir em níveis alto o suficiente para evitar deficiências graves. Além disso, o comércio marítimo, do qual o Império dependeu em grande medida, foi drasticamente reduzido devido aos danos à frota mercante japonesa durante a guerra.
No final da guerra, o que restava do Império do Japão foi afetado por escassez, inflação e desvalorização da moeda. O transporte era quase impossível e a produção industrial nas cidades destroçadas do Japão estava paralisada. A destruição provocada pela guerra eventualmente trouxe a economia japonesa para uma paralisia.

## Período pós-guerra
A guerra acabou com muitos dos ganhos que o Japão obteve desde 1868. Cerca de 80% das indústrias do país e a infraestrutura foram destruídas, com a produção voltando aos níveis de cerca de quinze anos antes. O povo estava chocado com a devastação e entraram em ação. Novas fábricas foram equipadas com as melhores máquinas modernas, dando ao Japão uma vantagem competitiva inicial sobre os países vitoriosos, que agora tinha fábricas antigas. Quando o segundo período de desenvolvimento econômico do Japão começou, milhões de ex-soldados se juntaram como uma força de trabalho bem disciplinada e altamente educada para reconstruir o Japão. As colônias do Japão foram perdidas como resultado da Segunda Guerra Mundial, mas desde então os japoneses estenderam sua influência econômica por toda a Ásia e além.

### Ocupação
A ocupação do Japão pelos Estados Unidos (1945-52) resultou na reconstrução do país e na criação de um país democrático. O auxílio dos Estados Unidos totalizou cerca de US$ 1,9 bilhões durante a ocupação, ou cerca de 15% das importações do país e 4% do PIB no período. Cerca de 59% deste auxílio foi na forma de alimentos, 15% em materiais industriais, e 12% em equipamentos de transporte. A assistência dos Estados Unidos, no entanto, gradualmente foi reduzida em meados da década de 1950. A aquisição de material militar do Japão pelos Estados Unidos chegou ao nível de 7% do PIB japonês em 1953 e caiu para menos de 1% após 1960. Uma variedade de medidas patrocinadas pelos Estados Unidos durante a ocupação, tais como a reforma agrária, contribuíram com a performance posterior da economia ao aumentar a competição. Em particular, o expurgo do pós-guerra de líderes industriais permitiu o surgimento de novos talentos na administração das indústrias reconstruídas do país. Finalmente, a economia se beneficiou do comércio exterior pois ele foi capaz de expandir as exportações rápido o suficiente para pelas importações de equipamento e tecnologia sem contrair dívidas, como fez um grande número de países em desenvolvimento na década de 1980.

### Reconstrução
Os primeiros anos do pós-guerra foram dedicados a reconstruir a capacidade industrial perdida: grandes investimentos foram feitos em energia elétrica, carvão, aço e química. Em meados da década de 1950, a produção alcançou os níveis de antes da guerra. Liberada das demandas militares do governo, a economia não apenas se recuperou para seu momento anterior mas também ultrapassou as taxas de crescimento de períodos anteriores. Entre 1953 e 1965, o PIB expandiu por mais de 9% ao ano, a indústria manufatureira e a mineração por 13%, construção por 11% e infraestrutura por 12%. Em 1965, esses setores empregavam mais de 41% da força de trabalho, enquanto apenas 26% permaneciam na agricultura.
O aclamado sistema educacional japonês do pós-guerra contribuiu fortemente para o processo de modernização. A maior taxa de alfabetização do mundo e os altos padrões de educação foram as principais razões do sucesso japonês em se transformar em uma economia tecnologicamente avançada. As escolas japonesas também encorajavam a disciplina, outro benefício em formar uma força de trabalho efetiva.
Os meados da década de 1960 marcaram um novo tipo de desenvolvimento industrial com a economia se abrindo para a competição internacional em algumas industriais e desenvolvendo indústrias pesadas e química. Enquanto as indústrias têxteis e leves mantinham sua lucratividade internacionalmente, outros produtos, como os automóveis, eletrônicos, navios e ferramentas de máquinas assumiram uma nova importância. O valor adicionado à indústria manufatureira e mineração cresceu à taxa de 17% ao ano entre 1965 e 1970. As taxas de crescimento desaceleraram para cerca de 8% e nivelaram entre os setores industrial e de serviços entre 1970 e 1973, com os setores de varejo, financeiro, imobiliário, de tecnologia da informação e outros serviços industriais racionalizando suas operações.

### Crise do petróleo
O Japão encarou um grande desafio econômico em meados da década de 1970. A crise do petróleo mundial de 1973 afetou uma economia que havia se tornado virtualmente dependente da importação de petróleo. O Japão experimentou seu primeiro declínio no pós-guerra na produção industrial, junto com uma grande inflação. A recuperação que se seguiu após a primeira crise do petróleo reviveu o otimismo da maioria dos líderes empresariais, mas a manutenção do crescimento industrial com os altos custos de energia exigiram mudanças na estrutura industrial.
Condições diferentes de preços favoreceram a conservação e fontes alternativas de energia industrial. Embora os custos de investimento fossem altos, muitas indústrias intensivas em energia reduziram com sucesso sua dependência do petróleo durante o final da década de 1970 e 1980 e aumentaram sua produtividade. Os avanços em microcircuitos e semicondutores levaram ao desenvolvimento de indústrias de eletrônica de consumo e computadores, e maiores produtividades em indústrias pré-estabelecidas. O resultado líquido desses ajustamentos foi o aumento da eficiência energética das indústrias manufatureira e das intensivas em conhecimento. O setor de serviços expandiu continuamente em uma economia pós-industrial.
As mudanças econômicas estruturais, no entanto, foram incapazes de recuperar o baixo crescimento econômico com o amadurecimento da economia no final da década de 1970 e 1980, atingindo taxas de crescimento anuais de apenas 4-6%. Mas essas taxas eram consideráveis em um mundo de petróleo caro em um país de poucos recursos internos. O crescimento médio do Japão de 5% no final da década de 1980, por exemplo, era muito maior que a taxa de crescimento de 3,8% dos Estados Unidos. Apesar de mais aumentos no preço do petróleo em 1979, a força da economia japonesa era aparente. Ela expandiu sem a inflação de dois dígitos que atingia outros países industriais (e que incomodou o próprio Japão após a primeira crise do petróleo em 1973). O Japão experimentou um crescimento menor em meados da década de 1980, mas seu boom econômico sustentado pela demanda do final da década de 1980 reviveu muitas indústrias que tinham problemas.

### Fatores do crescimento
Fatores econômicos e institucionais complexos afetaram o crescimento do Japão no período pós-guerra. Primeiro, a experiência pré-guerra do país ofereceu alguns legados importantes. O período Tokugawa (1600 – 1867) deixou um setor comercial vital nos centros urbanos em expansão, uma elite relativamente bem educada (embora com conhecimento limitado da ciência europeia), uma burocracia governamental sofisticada, uma agricultura produtiva, um país unificado com sistemas financeiros e de mercado desenvolvidos, e uma infraestrutura nacional de rodovias. O crescimento da indústria durante o período Meiji até o ponto de o Japão almejar ser uma potência mundial foi um prelúdio importante para o crescimento pós-guerra de 1955 a 1973 e forneceu um conjunto de trabalhadores experientes após a Segunda Guerra Mundial.
Em segundo lugar, e mais importante, estava o nível e qualidade do investimento que persistia pela década de 1980. O investimento em equipamentos de capital, que teve uma média de mais de 11% do PIB durante o período pré-guerra, cresceu para cerca de 20% do PIB durante a década de 1950 e mais de 30% no final da década de 1960 e 1970. Durante o boom econômico do final da década de 1980, a taxa ainda estava por volta de 20%. Os negócios japoneses importavam as últimas tecnologias para desenvolver a base industrial. Com um recém-chegado à modernização, o Japão foi capaz de evitar algumas das tentativas e erros que foram necessários para os outros países desenvolverem seus processos industriais. Na década de 1970 e 1980, o Japão desenvolveu sua base industrial através de licenciamento de tecnologia, compra de patentes, imitação e melhoramento de invenções estrangeiras. Na década de 1980, a indústria avançou sua pesquisa e desenvolvimento, com muitas firmas tornando-se famosas por suas inovações e criatividade.
A força de trabalho do Japão contribuiu significantemente para o crescimento econômico, não apenas devido à sua disponibilidade e alfabetização mas também devido por suas demandas salariais razoáveis. Antes e imediatamente após a Segunda Guerra Mundial, a transferência de inúmeros trabalhadores agrícolas para a indústria moderna resultou na produtividade crescente mas apenas aumentos moderados de salários. Com o crescimento populacional reduzindo sua velocidade e o país tornando-se cada vez mais industrializado em meados da década de 1960, os salários cresceram significantemente. No entanto, a cooperação dos sindicatos trabalhistas em geral manteve os aumentos salariais aos níveis dos ganhos de produtividade.
O crescimento de alta produtividade teve um papel chave no crescimento econômico pós-guerra. A força de trabalho altamente especializada e educada, as taxas de poupança extraordinárias, os níveis de investimento, e o baixo crescimento da força de trabalho japonesa foram os fatores principais na alta taxa de crescimento da produtividade.
O país também se beneficiou da economia de escala. Embora as pequenas e médias empresas tivessem gerado muitos dos empregos do país, as grandes fábricas foram as mais produtivas. Muitos empreendimentos industriais consolidaram-se para formar unidades maiores e mais eficientes. Antes da Segunda Guerra Mundial, grandes empresas controladores formaram grupos de riqueza, ou zaibatsu, que dominaram a maior parte da indústria. Os zaibatsu foram dissolvidos após a guerra, mas os keiretsu – grupos empresariais grandes, modernos e industriais – emergiram. A coordenação das atividades nesses grupos e a integração de subcontratantes menores no grupo aumentaram a eficiência industrial.
As corporações japonesas desenvolveram estratégias que contribuíram para seu grande crescimento. A diversificação do produto tornou-se um ingrediente essencial para os padrões de crescimento de muitos keiretsu. As empresas japonesas aumentaram a capacidade de produção e humana antes da demanda. Buscar participação de mercado ao invés de lucro rápido foi outra estratégia poderosa.
Por último, as circunstâncias por trás do controle direto do Japão contribuíram para seu sucesso. Os conflitos internacionais tenderam a estimular a economia japonesa até a devastação  no final da Segunda Guerra Mundial. A Guerra Russo-Japonesa (1904-5), Segunda Guerra Mundial (1914-1918), a Guerra da Coreia (1950-53) e a Segunda Guerra Indochinesa (1954-1975) trouxeram expansões econômicas para o Japão. Além disso, um tratamento benigno pelos Estados Unidos após a Segunda Guerra Mundial facilitou a reconstrução e crescimento do país.

### A estrutura ocupacional em mudança
Em 1955, cerca de 40% da força de trabalho ainda trabalhava na agricultura, mas esse número caiu para 17% em 1970 e 7,2% em 1990. O governo estimou no final da década de 1980 que esses números cairiam para 4,9% em 2000, com o Japão importando cada vez mais alimentos e pequenas fazendas familiares desaparecendo.
O crescimento econômico japonês nas décadas de 1960 e 1970 foi baseado na expansão rápida da indústria pesada em áreas como automotiva, aço, construção naval, química e eletrônica. O setor secundário (indústria, construção e mineração) expandiu para 35,6% da força de trabalho em 1970. No final da década de 1970, no entanto, a economia japonesa começou a sair da indústria pesada para uma base mais voltada para os serviços (setor terciário). Durante a década de 1980, os empregos nos setores de atacado, varejo, financeiro, de seguros, imobiliário, de transportes, comunicações e governamental cresceram rapidamente, enquanto o emprego no setor secundário permaneceu estável. O setor terciário cresceu de 47% da força de trabalho em 1970 para 59,2% em 1990.

### Década de 1980
Na década de 1970, o Japão tinha o terceiro maior Produto Interno Bruto do mundo (PIB) – logo atrás dos Estados Unidos e União Soviética – e ranqueada em primeiro lugar entre os principais países industriais em 1990 em PIB per capita com US$ 23 801, acima dos US$ 9 068 em 1980. Após uma crise econômica moderada em meados da década de 1980, a economia japonesa começou um período de expansão em 1986 que continuou até entrar novamente em um período de recessão em 1992. O crescimento econômico de uma média de 5% entre 1987 e 1989 reviveu as indústrias, como a de aço e de construção, que foram relativamente dominantes em meados da década de 1980, trazendo salários e empregos recordes. Em 1992, no entanto, o crescimento real do PIB desacelerou para 1,7%. Mesmo indústrias como a automobilística e eletrônica que haviam experimentado um crescimento fenomenal na década de 1980 entraram em recessão em 1992. O mercado interno  para automóveis japoneses encolheu ao mesmo tempo em que a participação do Japão no mercado dos Estados Unidos diminuiu. A demanda externa e interna por eletrônicos japoneses também caiu, e os japoneses pareciam a caminho de perder sua liderança no mercado mundial de semicondutores para os Estados Unidos, Coreia e Taiwan.
Ao contrário dos booms econômicos das décadas de 1960 e 1970, quando as exportações crescentes tinham um papel chave na expansão econômica,  a demanda interna impulsionou a economia japonesa no final da década de 1980. Este desenvolvimento envolveu uma reestruturação econômica fundamental, movendo-se da dependência das exportações para a dependência na demanda interna. O boom que se iniciou em 1986 foi gerado por decisões das empresas de aumentar as fábricas e os gastos com equipamentos, ao mesmo tempo em que os consumidores aumentavam seus gastos. As importações japonesas cresceram a uma taxa maior do que a das exportações. A pesquisa tecnológica pós-guerra japonesa foi realizada em prol do crescimento econômico ao invés do desenvolvimento militar. O crescimento das indústrias de alta tecnologia na década de 1980 resultou da demanda interna elevada por produtos de alta tecnologia e por padrões mais altos de habitação, ambiente etc, melhores oportunidades de saúde e bem-estar; melhores instalações de lazer e formas melhores de acomodar uma sociedade que envelhece rapidamente. Esta confiança no consumo doméstico também significou que o consumo cresceu apenas 2,2% em 1991 e 1992.
Durante a década de 1980, a economia japonesa mudou sua ênfase das atividades primárias e secundárias (principalmente agricultura, indústria e mineração) para o processamento, com as telecomunicações e computadores tornando-se cada vez mais vitais. A informação tornou-se uma fonte e produto importante, vital para a riqueza e poder. O surgimento de uma economia voltada para a informação foi trazida por uma tecnologia altamente sofisticada, como a de computação avançada. A venda e uso da informação tornaram-se muito benéficas para a economia. Tóquio tornou-se um grande centro financeiro, sede de alguns dos principais bancos do mundo, firmas financeiras, empresas de seguro e uma das maiores bolsas de valores do mundo, a Bolsa de Valores de Tóquio. Mesmo aqui, no entanto, a recessão teve seus efeitos. Em 1992, o índice Nikkei 225 começou o ano a 23 000 pontos mas caiu para 14 000 pontos em meados de agosto, antes de se recuperar para 17 000 no final do ano.

### Desde o fim da guerra fria

#### Bolha especulativa de1989
Nas décadas após a Segunda Guerra Mundial, o Japão implementou tarifas e políticas rigorosas para encorajar as pessoas a pouparem sua renda. Com mais dinheiro nos bancos, os empréstimos e o crédito tornaram-se mais fáceis de se obter, e com o Japão tendo grandes superávists comerciais, o iene se apreciou em relação às moedas estrangeiras. Isto permitiu às empresas locais investir em recursos de capital muito mais facilmente que seus competidores internacionais, o que reduziu o preço de bens produzidos no Japão e aumentou ainda mais o superávit comercial. E, com o iene se apreciando, os ativos financeiros tornaram-se muito lucrativos.
Com tanto dinheiro prontamente disponíveis para investimento, a especulação era inevitável, particularmente na Bolsa de Valores de Tóquio e no mercado imobiliário. O índice de bolsa Nikkei alcançou sua máxima de todos os tempos em 29 de dezembro de 1989, quando ele chegou a uma alta intradiária de 38 957,44 antes de fechar a 38 915,87. As taxas para habitação, ações e títulos aumentaram tanto que em um momento o governo emitiu títulos de 100 anos. Adicionalmente, os bancos concediam empréstimos cada vez mais arriscados.
No ponto alto da bolha, os valores imobiliários estavam extremamente supervalorizados. Os preços eram os mais altos no distrito de Ginza em Tóquio em 1989, com propriedades alcançando mais de US$ 1,5 milhões por metro quadrado. Os preços eram apenas um pouco menores em outras áreas de Tóquio. Em 2004, as propriedades prime "A" nos distritos financeiros de Tóquio tinham caído e as propriedades residenciais de Tóquio eram uma fração de seu pico, mas ainda eram listadas como as propriedades mais caras do mundo. Trilhões foram exterminados com o colapso combinado da Bolsa de Tóquio e o mercado imobiliário.
Com a economia do Japão impulsionada por suas altas taxas de reinvestimento, essa quebra atingiu de maneira dura. Os investimentos estavam gradativamente indo para fora do país e as firmas manufatureiras japonesas perderam algum nível de sua vanguarda tecnológica. Com os produtos japoneses tornando-se menos competitivos no exterior, algumas pessoas argumentam que a baixa taxa de consumo começou a afetar a economia, causando uma espiral deflacionária.
O crédito facilmente obtível que tinha ajudado a criar e inflar a bolha imobiliária continuou a ser um problema nos anos seguintes e, no final de 1997, os bancos ainda estavam concedendo empréstimos que tinham poucas garantias de que seriam pagos. Profissionais do ramo tiveram uma época difícil encontrando investimentos que poderiam dar retorno. Ao mesmo tempo, a taxa de juros extremamente baixa oferecida para os depósitos, no nível de 0,1%, significava que os poupadores comuns japoneses estavam inclinados a colocar o dinheiro debaixo de suas camas ao invés de colocar em contas de poupança. Corrigir o problema de crédito tornou-se ainda mais difícil com o governo começando a subsidiar os bancos e empresas em falência, criando muitas "empresas zumbis". Posteriormente, uma operação de carry trade se desenvolveu na qual o dinheiro era emprestado do Japão, investido para retornos fora do país e depois devolvido para os japoneses com um bom lucro para o operador.
A época depois do colapso da bolha (崩壊, hōkai), que ocorreu gradativamente ao invés de catastroficamente, é conhecida como "década perdida ou o fim do século XX" (失われた10年, ushinawareta jūnen) no Japão. O índice Nikkei 225 eventualmente atingiu seu fundo a 7603,76 em abril de 2003, movendo para um novo pico de 18 138 em junho de 2007, antes de voltar para uma tendência de baixa. O movimento de baixa do Nikkei provavelmente é devido a problemas não só nacionais mas globais.

#### Deflação da década de 1990 ao presente
A deflação no Japão começou no início da década de 1990. Em 19 de março de 2001, o Banco do Japão e o governo japonês tentaram eliminar a deflação na economia reduzindo as taxas de juros (parte de sua política de 'quantitative easing'). Apesar de ter taxas de juros próximas de zero por um longo período de tempo, esta estratégia não teve sucesso. Quando as taxas de juros próximas de zero não conseguiram parar a deflação, alguns economistas, como Paul Krugman, e alguns políticos japoneses falaram deliberadamente de causar (ou ao menos criar o medo da) inflação.  Em julho de 2006, a política de taxa zero foi encerrada. Em 2008, o Banco Central japonês ainda tinha a menor taxa de juros entre os países desenvolvidos, a deflação ainda não tinha sido eliminada.
As razões sistêmicas da deflação no Japão podem incluir:
- Preços de ativos decrescentes. Havia uma grande bolha especulativa tanto no mercado de ações quanto no imobiliário no Japão da década de 1980 (alcançando um pico no final de 1989).

- Empresas insolventes: bancos emprestaram dinheiro para empresas e indivíduos que investiram no setor imobiliário. Quando os valores das propriedades imobiliárias caíram, muitos empréstimos não foram pagos. Os bancos poderiam tentar apropriar a garantia (terra), mas devido aos valores reduzidos das propriedades, eles não pagariam a dívida. Os bancos adiaram a decisão de tomar a garantia, esperando que os preços dos ativos melhorariam. Esses adiamentos foram permitidos pelos reguladores bancários nacionais. Alguns bancos concederam ainda mais empréstimos a essas empresas que foram usados para pagar o débito que elas já tinham. Esse processo contínuo manteve uma "perda não realizada", e até que os ativos fossem completamente reavaliados e/ou vendidos (e a perda realizada), eles continuariam com a força deflacionária na economia.

- Bancos insolventes: Os bancos com uma grande porcentagem de seus empréstimos que eram "não realizados" (empréstimos para os quais os pagamentos não foram feitos), mas ainda não foram registrados. Esses bancos não podiam emprestar mais dinheiro até que eles aumentassem suas reservas de caixa para cobrir os maus empréstimos. Assim, a quantidade de empréstimos foram reduzidas rapidamente e menos fundos estavam disponíveis para o crescimento econômico.

- Medo dos bancos insolventes: o povo japonês tinham medo de que os bancos entrariam em colapso então eles preferiram comprar ouro ou títulos do Tesouro (americano ou japonês) ao invés de poupar seu dinheiro em uma conta bancária. As pessoas também poupavam possuindo propriedades imobiliárias.

O The Economist sugeriu que melhoramentos na lei de falência, lei de transferência de terras e lei tributária ajudariam a economia japonesa. Em outubro de 2009, o governo japonês anunciou planos de aumentar o imposto sobre cigarros e o tributo ambiental, ao mesmo tempo reduzindo as taxas para pequenas e médias empresas, de acordo com a NHK.
Em 2011, o Japão, sob o governo Yoshihiko Noda, decidiu considerar se juntar à Parceria Trans-Pacífico.
A recessão econômica mundial do final da década de 2000 afetou significativamente a economia japonesa. O país sofreu uma perda de 0,7% no PIB real em 2008, seguido por uma perda de 5,2% em 2009. Em contraste, as informações sobre o crescimento do PIB real mundial foi de um aumento de 3,1% em 2008 seguido de uma perda de 0,7% em 2009.
A política econômica nos últimos trimestres no Japão foi influenciada pelo debate da 'Abenomics', com o governo perseguindo aumentos de gastos agressivos do governo na infraestrutura e grandes desvalorizações do iene.